# 無齒依氏黑頭魚
無齒依氏黑頭魚，為黑頭魚科的其中一種，為深海魚類，分布於東大西洋摩洛哥、馬得拉群島與亞速群島；西大西洋、印度洋與太平洋海域，棲息深度700-2000公尺，體長可達20.3公分，棲息在中層水域，生活習性不明。